# Яраба
Яраба́ (словац. Jarabá) — село в окрузі Брезно Банськобистрицького краю Словаччини. Станом на січень 2017 року в селі проживало 48 людей.
Біля села знаходиться гірськолижний курорт. Протікає річка Штявнічка.

## Населення
| Рік:            | 1994. | 2004.    | 2014.   | 2024.    |
| --------------- | ----- | -------- | ------- | -------- |
| Кількість осіб: | 36    | 48       | 42      | 36       |
| Різниця:        |       | +33,33 % | -12,5 % | -14,28 % |

| Рік:            | 2023. | 2024.   |
| --------------- | ----- | ------- |
| Кількість осіб: | 35    | 36      |
| Різниця:        |       | +2,85 % |